# FLI1
FLI1 (англ. Fli-1 proto-oncogene, ETS transcription factor) – білок, який кодується однойменним геном, розташованим у людей на короткому плечі 11-ї хромосоми. Довжина поліпептидного ланцюга білка становить 452 амінокислот, а молекулярна маса — 50 982.
| 10         |  | 20         |  | 30         |  | 40         |  | 50         |
| ---------- |  | ---------- |  | ---------- |  | ---------- |  | ---------- |
| MDGTIKEALS |  | VVSDDQSLFD |  | SAYGAAAHLP |  | KADMTASGSP |  | DYGQPHKINP |
| LPPQQEWINQ |  | PVRVNVKREY |  | DHMNGSRESP |  | VDCSVSKCSK |  | LVGGGESNPM |
| NYNSYMDEKN |  | GPPPPNMTTN |  | ERRVIVPADP |  | TLWTQEHVRQ |  | WLEWAIKEYS |
| LMEIDTSFFQ |  | NMDGKELCKM |  | NKEDFLRATT |  | LYNTEVLLSH |  | LSYLRESSLL |
| AYNTTSHTDQ |  | SSRLSVKEDP |  | SYDSVRRGAW |  | GNNMNSGLNK |  | SPPLGGAQTI |
| SKNTEQRPQP |  | DPYQILGPTS |  | SRLANPGSGQ |  | IQLWQFLLEL |  | LSDSANASCI |
| TWEGTNGEFK |  | MTDPDEVARR |  | WGERKSKPNM |  | NYDKLSRALR |  | YYYDKNIMTK |
| VHGKRYAYKF |  | DFHGIAQALQ |  | PHPTESSMYK |  | YPSDISYMPS |  | YHAHQQKVNF |
| VPPHPSSMPV |  | TSSSFFGAAS |  | QYWTSPTGGI |  | YPNPNVPRHP |  | NTHVPSHLGS |
| YY         |  |            |  |            |  |            |  |            |

A: Аланін

C: Цистеїн

D: Аспарагінова кислота

E: Глутамінова кислота

F: Фенілаланін

G: Гліцин

H: Гістидин

I: Ізолейцин

K: Лізин

L: Лейцин

M: Метіонін

N: Аспарагін

P: Пролін

Q: Глутамін

R: Аргінін

S: Серин

T: Треонін

V: Валін

W: Триптофан

Кодований геном білок за функціями належить до активаторів, фосфопротеїнів. 
Задіяний у таких біологічних процесах, як транскрипція, регуляція транскрипції, альтернативний сплайсинг. 
Білок має сайт для зв'язування з ДНК. 
Локалізований у ядрі.